# Mohammed Arkoun
Ne pas confondre avec André Akoun (1924-2010)
Mohammed Arkoun (arabe : محمد أركون, en kabyle : Muḥemmed Arkun, en tifinagh: ⵎⵓⵃⵎⵎⴰⴷ ⴰⵕⴽⵓⵏ), né le 1er février 1928 à Taourirt-Mimoun dans la commune actuelle de Aït Yenni, wilaya de Tizi Ouzou (Algérie), mort le 14 septembre 2010 à Paris 15e, est un intellectuel, historien, islamologue et philosophe algérien.
Humaniste, laïque, Arkoun était un militant actif du dialogue entre les religions, les peuples et les hommes. Spécialiste de l'islam, il plaidait pour un islam repensé dans le monde contemporain. Il y a consacré de très nombreux ouvrages, dont La Pensée arabe (Paris, 1975), Lectures du Coran (Paris, 1982), Penser l'islam aujourd'hui (Alger, 1993) ou encore The Unthought in Contemporary Islamic Thought (Londres, 2002).
Il a été professeur émérite d’histoire de la pensée islamique à (Paris III), et a enseigné l’« islamologie appliquée », discipline qu'il a développée, dans diverses universités européennes et américaines, en référence à l'anthropologie appliquée de Roger Bastide. Il s'intéresse particulièrement à l’impensé dans l’islam classique et contemporain ; à ce sujet, il a donné en 2001, dans le cadre des Gifford Lectures, une série de conférences intitulée « Inauguration d'une critique de la raison islamique ».

## Biographie
Mohammed Arkoun est né en 1928 à Taourirt-Mimoun (Ath Yenni), un village kabyle du nord de l'Algérie, dans l'actuelle wilaya de Tizi Ouzou. Il a vécu dans une famille nombreuse et très pauvre. Il fait ses études primaires dans son village natal, puis secondaires à Oran chez les Pères blancs. Il étudie ensuite la philosophie à la Faculté des lettres de l'université d'Alger, puis à la Sorbonne à Paris. Il y est agrégé en langue et en littérature arabes en 1956 et docteur en philosophie en 1968.
Il obtient une renommée dans les milieux universitaires en 1969 avec ses travaux sur l'œuvre de l'historien et philosophe perse du premier millénaire, Ibn Miskawayh, du courant humaniste musulman, notamment en traduisant son Tahdhib al-Ahlaq wa Tathir al-Araq (Traité d'éthique). Directeur scientifique de la revue Arabica à partir de 1980, Mohammed Arkoun a joué un rôle dans le progrès de la connaissance de l'islam en Occident. En s'interrogeant sur la possibilité et la façon de repenser l'islam dans le monde contemporain, sa réflexion a fourni un contrepoids aux interprétations parfois fortement idéologisées des mondes musulman et occidental.
Il est l'auteur de nombreux ouvrages, en français, anglais et arabe, de sociologie religieuse consacrés à l'islam. Ses travaux ont été publiés dans de nombreux journaux universitaires et sont traduits en plusieurs langues.
Mohammed Arkoun a eu deux enfants avec sa première épouse française, dont Sylvie, née en 1963 à Paris, qui lui a consacré un ouvrage en 2014, Les Vies de Mohammed Arkoun. En 1995, il a épousé en secondes noces Touria Yacoubid, d'origine marocaine.
Il meurt dans le 15e arrondissement de Paris, le 14 septembre 2010,. Il est enterré à Casablanca.
La bibliothèque municipale Mouffetard-Contrescarpe de Paris 5e s'appelle Bibliothèque Mohammed-Arkoun depuis l'automne 2013.

### Parcours
Mohammed Arkoun a enseigné à la faculté des lettres et sciences humaines de Strasbourg (1956-1959), au lycée Voltaire de Paris (1959-1961), comme maître-assistant à la Sorbonne (1961-1969), professeur associé à l'université de Lyon II (1969-1972), puis comme professeur à l'université Paris VIII et à Paris III - Sorbonne Nouvelle (1972-1992). Il a été membre du Wissenschaftskolleg de Berlin (1986-1987 et 1990) et de l'Institute for Advanced Study de Princeton, dans l'État du New Jersey aux États-Unis (1992-1993), professeur affilié de l'université de Californie à Los Angeles (1969), de l'université Temple, de l'université de Louvain-la-Neuve (UCL) en Belgique (1977-1979), de l'université de Princeton (1985), du Pontifical Institute of Arabic Studies à Rome et à l'Université d'Amsterdam (1991-1993). Il a également dispensé de nombreux cours et conférences à travers le monde.
Il a été membre du Comité directeur puis du Jury du Prix Aga Khan d'architecture (1989-1998), du Jury international du Prix UNESCO de l’éducation pour la paix (2002), du Conseil scientifique du Centre international des sciences de l’homme de Byblos (Liban, UNESCO), de l'Académie européenne des sciences et des arts et de l'Académie du royaume du Maroc.
Il est fait officier des Palmes académiques, officier de la Légion d'honneur en juillet 1996, puis commandeur de la Légion d'honneur en septembre 2004. L'université d'Exeter (Royaume-Uni) lui attribue ensuite le titre de docteur honoris causa. En 2001, Mohammed Arkoun est invité à donner les « conférences de Gifford » (Gifford Lectures) à l'université d'Édimbourg (Écosse), qu'il intitule « Inauguration d'une critique de la raison islamique » (Inaugurating a Critique of Islamic Reason), un des honneurs les plus prestigieux dans le milieu universitaire, permettant à un chercheur de grande renommée de contribuer à l'« avancement de la pensée théologique et philosophique ».
Il reçoit en 2002 le 17e « Giorgio Levi Della Vida Award » pour l'ensemble de ses contributions dans le domaine de l'étude islamique. Il est également en 2003 lauréat du Prix Ibn-Rushd (connu en latin sous le nom d'Averroès).
Il était professeur émérite à Paris III - Sorbonne Nouvelle, associé senior à la recherche à l'Institut d'études ismaéliennes (en) (The Institute of Ismaili Studies, (IIS)) et membre du Conseil supérieur de l’administration de l'IIS.

## Pensée

### Dialogue entre le monde musulman et occidental
Mohammed Arkoun plaide pour l'identification systématique et la destruction des préjugés et des stéréotypes négatifs, parfois très anciens, qui ont cours dans la relation entre le monde musulman et le monde occidental. « Selon lui, l'Occident n'est pas plus l'incarnation du démon matérialiste, immoral et athée, que l'islam n’est réductible au fondamentalisme intégriste, terreau du terrorisme et incompatible avec la démocratie et la modernité ».
Il a lui-même entretenu un dialogue étroit avec le christianisme et le judaïsme, et il a coécrit des ouvrages avec des intellectuels des deux confessions. Arkoun s'oppose aux ésotéristes occidentaux comme René Guénon et Frithjof Schuon et à ceux qui selon lui construisent une vision mythologique et romantique de l'islam, au détriment des problèmes de la vie quotidienne et de la rationalité dans le monde musulman.

### Laïcité
Mohammed Arkoun a réfléchi sur la laïcité, valeur qu'il a toujours cherché à défendre, y compris pour le monde musulman, sous réserve de la nécessité de prendre en compte les spécificités de cette culture et de son histoire.
Son plaidoyer pour la laïcité n'est pas dépourvu d'une critique de celle-ci, du fait des formes particulières qu'elle a empruntées dans l'histoire et les contradictions qu'elle a aussi engendrées, qu'il voudrait voir dépassées, et qui se résument selon lui, à une incompréhension de l'autre culture :

« Je m'efforce depuis des années, à partir de l'exemple si décrié, si mal compris et si mal interprété de l'islam, d'ouvrir les voies d'une pensée fondée sur le comparatisme pour dépasser tous les systèmes de production du sens - qu'ils soient religieux ou laïcs - qui tentent d'ériger le local, l'historique contingent, l'expérience particulière en universel, en transcendantal, en sacré irréductible. Cela implique une égale distance critique à l'égard de toutes les «valeurs» héritées dans toutes les traditions de pensée jusques et y compris la raison des Lumières, l'expérience laïque déviée vers le laïcisme militant et partisan. »

Cette défense de la laïcité, s'accompagne ainsi d'une critique d'une certaine tradition historique, plus particulièrement la française. Si la laïcité peut s'exporter, ni son histoire, ni ses formes ne le peuvent. Il pense en effet que « la pensée laïque dans son cadre institutionnel le plus avancé - la République française - en est encore au stade du refus, du rejet, de la condamnation à l'égard d'une grande tradition de pensée et de civilisation. Au lieu de reconnaitre la fécondité intellectuelle du débat que l'islam, grâce, si je puis dire, à son décalage historique, réintroduit dans une société qui n'a pas épuisé la confrontation des modes religieux et laïque de production du sens, on voit se multiplier des campagnes de dénigrement contre le retour des «ténèbres du Moyen Âge ».
Il pense en effet que sans l'appréhension des particularités des sociétés islamiques, le projet laïque n'a pas de sens pour ces sociétés. Et d'après lui, l'absence de tradition laïque dans cette culture n'est pas seulement analysable comme un développement moindre des sociétés islamiques, mais tient aussi à leur différence qui ne témoigne pas seulement de ce fameux retard historique, mais d'une expérience différente dans le rapport à la raison et à la science. Il insiste sur ce qui lui apparaît comme une différence caractérisant les sociétés islamiques, profondément différentes des sociétés occidentales, dans leur rapport au sacré, et de ce fait, dans leur rapport à la science et à la raison laïque. Il écrit : « Il est certain que la conscience collective musulmane actuelle ne connaît pas cette rupture psycho-culturelle, qu'on constate depuis au moins le XIXe siècle, dans l'Occident sécularisé. Mais il faut se garder d'attribuer cette différence à une résistance au mouvement de laïcisation plus efficace en islam qu'en chrétienté. La catégorie théo-anthropologique de la Révélation est identique pour les trois religions du Livre, mais elle a connu des assauts différents de la part de la raison scientifique et de la civilisation industrielle. Cela ne veut pas dire non plus que le passage à la laïcité entraînant la marginalisation, voire l'élimination de la théologie par l'anthropologie (cf. les débats sur la mort de Dieu) est une évolution inéluctable que doit connaître l'islam après le christianisme ».
Ces réserves exprimées, Mohammed Arkoun pense que, pour sauver le monde musulman de ses démons et le sortir de ses impasses, il est essentiel que l'islam accède à la modernité politique et culturelle. Il en pense les conditions, à savoir qu'il faut envisager une «subversion» de la pensée islamique qui lui permettrait de rejoindre le monde moderne et la laïcité : « Rien ne se fera sans une subversion des systèmes de pensée religieuse anciens et des idéologies de combat qui les confortent, les réactivent et les relaient. Actuellement, toute intervention subversive est doublement censurée: censure officielle par les États et censure des mouvements islamistes. Dans les deux cas, la pensée moderne et ses acquis scientifiques sont rejetés ou, au mieux, marginalisés. L'enseignement de la religion, l'islam à l'exclusion des autres, est sous la dépendance de l'orthodoxie fondamentaliste ».

### Politique
Il étudie également l'histoire politique des régimes arabes ou musulmans d'après la colonisation, et il en vient à en dénoncer les échecs successifs :
« Les échecs ont commencé dès le lendemain de l'indépendance. Partout se sont imposés des régimes policiers et militaires, souvent coupés des peuples, privés de toute assise nationale, indifférents ou ouvertement hostiles à tout ce qui peut favoriser l'expansion, l'enracinement d'une culture démocratique. Les moyens par lesquels les régimes se sont mis en place n'ont, nulle part, été démocratiques. »
S’inscrivant contre les discours officiels nationalistes qui privilégient dans la culture-identité-personnalité maghrébines les attributs arabe et islamique (quasi exclusivement), soit deux mémoires valorisées et activées, quoique opportunément associées à d’autres mémoires, Mohammad Arkoun défend plutôt une définition socio-anthropologique des composantes de la culture maghrébine. Il pense également que l’intégration méditerranéenne reste encore à faire puisqu'elle est d’ampleur très variable selon les pays et les sous-régions qui composent cet ensemble.

### L'islamologie appliquée
Mohammed Arkoun a inauguré ce qu'il appelait l'islamologie appliquée, issue d'une idée préexistante de Roger Bastide, l'anthropologie appliquée, ainsi que du « rationalisme appliqué » du philosophe des sciences Gaston Bachelard. Cette idée s'inspire du courant philosophique qui prône la critique dans le sillage de Kant, de Bachelard et de Foucault.
Mohammed Arkoun explique que la notion d’islamologie appliquée lui est venue après l’indépendance de l'Algérie, en constatant et en analysant les contradictions dans la culture de son pays et des pays du Maghreb, notamment une certaine orientation politique, qui voulait réintroduire l'islam à la fin de la période coloniale. Cette ligne et cet objectif lui sont apparus lorsque les Algériens se sont mis à invoquer l’islam, à la fois en tant que religion et en tant que culture, dans le but de reconstruire la spécificité arabo-islamique mise à mal par le colonialisme. Selon Mohammed Arkoun, cette conception et la politique qui en découle ne tenaient absolument pas compte, dans un pays jeune comme l'Algérie, ni de la réalité et des caractères propres à l'histoire du pays, ni du Maghreb dont il fait partie, ni de manière plus générale de l’histoire de l’islam et de la pensée islamique.
Or cette culture et la pensée islamique, plus particulièrement, ont connu des moments divers et très différents dans une histoire partiellement oubliée ou à tout le moins mise de côté. Entre les commencements de l'islam, au VIIe siècle et aujourd'hui, cette culture a connu des périodes tout à fait différentes. Au XIIIe siècle s'est produit une rupture au sein de la pensée islamique (la fermeture des portes de l'ijtihad), bien avant l'intervention extérieure de la colonisation, qui a été un fait propre à l'histoire de l'islam et de sa culture.
Mohammed Arkoun affirme que la plupart des musulmans refusent aujourd’hui de prendre véritablement en compte l'histoire de l'Islam et de la reconnaître telle qu'elle est, y compris en remontant assez loin dans le temps pour avoir une vision d'ampleur qui intègre le passé lointain et permette un recul éclairant pour l'esprit.
Il insiste sur le fait que le XIIIe siècle marque une interruption dans le développement de l'islam. Au Xe siècle, en effet, il exista une vie intellectuelle brillante et très riche au sein du monde musulman. La philosophie y fut très présente, et occupa les esprits savants. La philosophie islamique est née et s'est développée, au contact de l'Antiquité grecque : Platon, Aristote furent lus et traduits dans un échange avec les Anciens, repris, étudiés et accueillis dans la perspective d'une synthèse à accomplir avec la pensée musulmane (phénomène connu sous le nom de translatio studiorum). Ils furent lus et interprétés également dans un échange avec les philosophes européens, chrétiens et juifs. C'est l'époque qui a vu l'apparition d'un humanisme où la culture musulmane était ouverte aux autres cultures, en particulier à celles présentes au Proche-Orient, mais également dans l'Espagne d'al-Andalus. Mohammed Arkoun souligne que la religion n'était pas alors en situation de prétendre contrôler la culture et la vie intellectuelle.
Mohammed Arkoun refuse les oppositions simplistes et stéréotypées entre cultures d'islam et d'Europe, opposition censément redoublée par l'opposition politique entre colonialisme (destructeur des cultures) et islam.
Sa perspective consiste à soutenir que l'écriture de l'histoire et le regard porté sur le passé dans son lien avec la religion, d'une part, et d'autre part une lecture critique de l’islam à la fois comme religion et comme tradition de pensée, doivent être conjointes dans la notion d’« identité nationale » pour les pays musulmans.

### La dialectique des puissances et des résidus

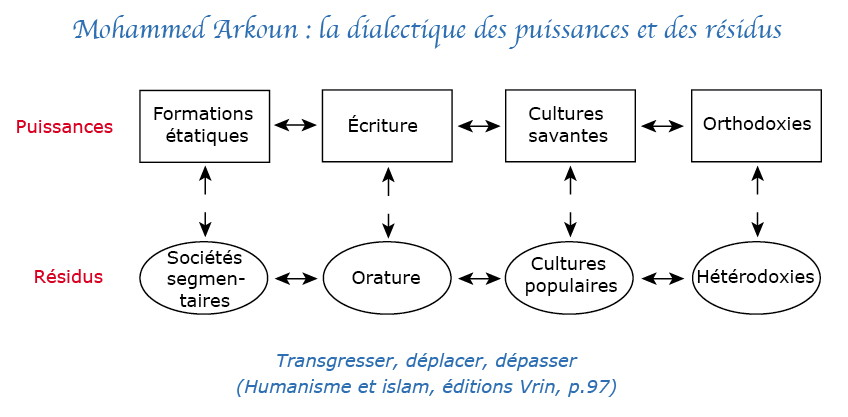
La dialectique des puissances et des résidus selon Mohammed Arkoun

La dialectique des puissances et des résidus, expression empruntée à Henri Lefebvre, est exposée dans Humanisme et Islam : Combats et propositions. Elle identifie selon Mohammed Arkoun « les déploiements de la dialectique continue de quatre puissances à vocation hégémonique cherchant à réduire à l'état de résidus, voire à éliminer quatre forces directement antagonistes qui luttent pour la survie ». Les quatre puissances sont la formation étatique, l'écriture, les cultures savantes et l'orthodoxie, auxquelles correspondent les quatre résidus que sont les sociétés segmentaires, l'oralité, les cultures populaires, les hérésies. Pour Mohammed Arkoun, « une double dialectique se déploie simultanément et travaille l'espace social global », d'une part entre les quatre puissances et entre les quatre résidus, et d'autre part entre chaque puissance et chaque résidu correspondant. Dans ce cadre, l'analyse permet de « mettre en application les trois opérations méthodologiques et épistémologiques exprimées par les verbes transgresser, déplacer, dépasser ».
L'islamologie appliquée analyse les problèmes politiques liés au post-colonialisme. M. Arkoun considérait que les hommes politiques refusaient alors de prendre en compte la réalité de l’histoire de l'Islam et de la culture arabe, ainsi que les particularités culturelles, sociales et anthropologiques des pays du Maghreb. Cette discipline analyse les contradictions d'une histoire ainsi que les différences entre le monde musulman et le monde occidental et les différents discours qu'ils expriment.

## Réception de ses travaux

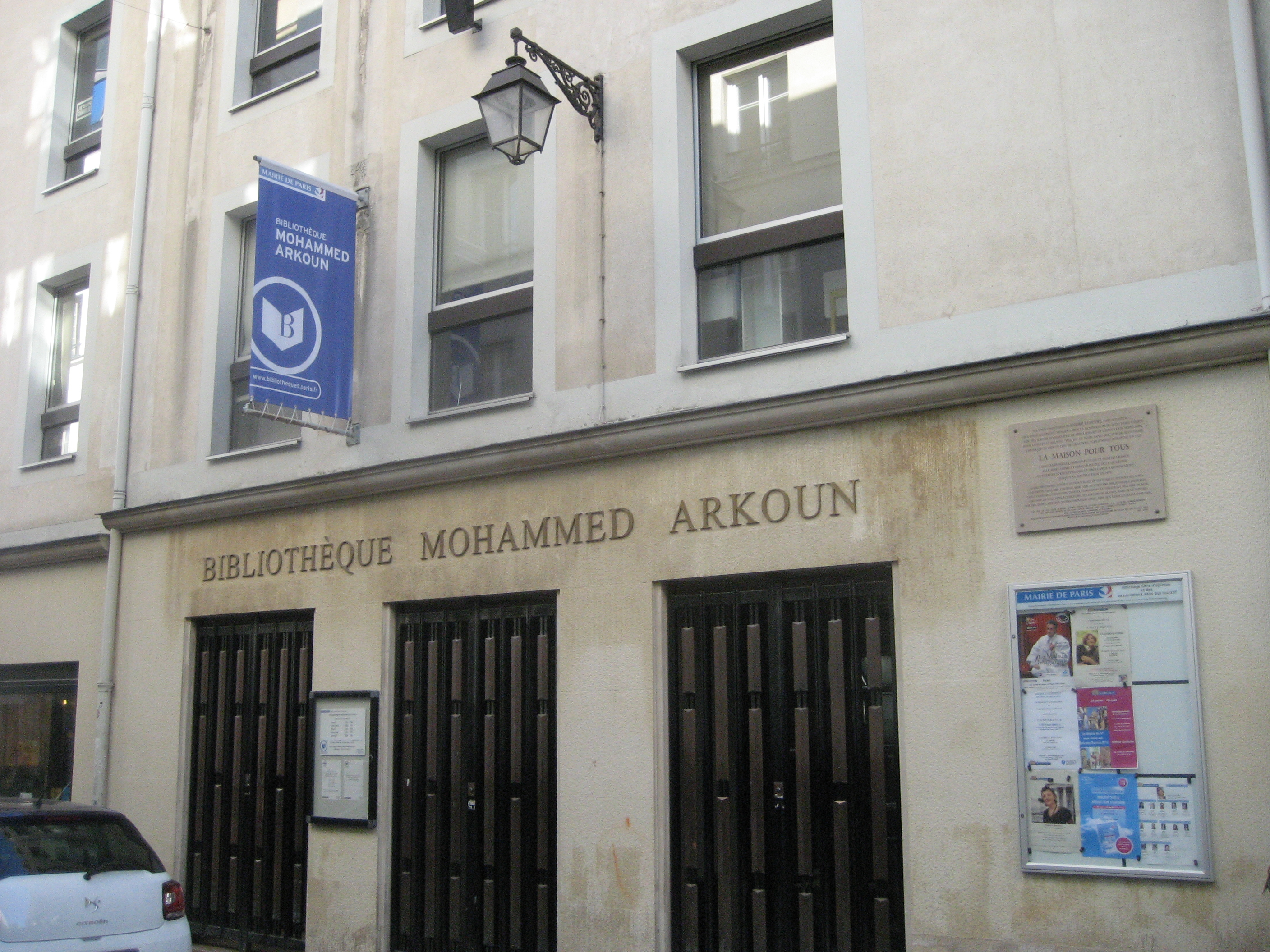
Bibliothèque Mohammed Arkoun au 74 Rue Mouffetard, 5e arrondissement de Paris.

L'historien et islamologue Mohamed Talbi critique sévèrement les travaux de Mohammed Arkoun. Selon lui, il aurait essayé de déconstruire le Coran à ses origines.
Rachid Benzine lui consacre une place importante dans Les nouveaux penseurs de l'islam : « Mohammed Arkoun. Le pensable, l'impensable et l'impensé dans l'islam contemporain »,.

## Distinctions

### Décorations
- Commandeur de la Légion d'honneur (17 septembre 2004 ; Officier en 1996 ; Chevalier en 1984)
- Officier de l'ordre des Palmes académiques (1er août 1979)

### Prix et récompenses
- Docteur honoris causa de l'université d'Exeter
- Prix Giorgio Levi Della Vida (Los Angeles, 2002)
- Prix Ibn Rochd de la pensée libre (Berlin, 2003)
- Prix pour la culture (Doha, 2010)
- Prix international Acharif Al Idrissi (À titre posthume, Palerme, 2011)
- Prix Izerfan (À titre posthume, Rabat, 2012)
- Trophée pour la promotion des droits de l'homme (À titre posthume, Rabat, 2012)

## Principales publications

### Ouvrages
- Deux épîtres de Miskawayh (Damas, Bulletin d'études orientales, 1961)
- Aspects de la pensée islamique classique (Paris, IPN, 1963)
- Traité d'éthique de Miskawayh. Traduction française, introduction et notices (Paris, Institut français de Damas, 1969; 2e éd. Paris, Vrin, 2010)
- Contribution à l'étude de l'humanisme arabe au IVe/Xe siècle : Miskawayh, philosophe et historien (Paris, Vrin, 1970; 2e éd. 1988)[38]
- L'Islam : religion et société. Interviews dirigées par Mario Arosio. Traduit de l'italien par Maurice Borrmans (Paris, Éditions du Cerf. 1970)
- Essais sur la pensée islamique (Paris, Maisonneuve et Larose, 1973; 2e éd. 1984)
- La Pensée arabe, (Paris, Que sais-je ? PUF, 1975; 7e édition, Paris, Quadrige, PUF, 2008)[39].  (ISBN 2-13-057085-2 et 978-2-13-057085-1)  (ISBN 978-2-13-060698-7)
- Lectures du Coran (Paris, Maisonneuve et Larose, 1982; 2e éd. Tunis, Alif, 1991; 3e éd. Paris, Albin Michel, 2016)[40]
- Pour une critique de la raison islamique (Paris, Maisonneuve et Larose, 1984)
- L'Islam, morale et politique (Paris, Desclée de Brouwer/Unesco, 1986)[41]
- Rethinking Islam today (Washington, Georgetown University, 1987)
- The Concept of Revelation : from Ahl al-Kitâb to the Societies of the Book-book (California, Claremont Graduate School, 1988)
- L'Islam, approche critique (Paris, Jacques Grancher, 1989)
- Religion et laïcité : une approche laïque de l’Islam (Paris, Centre Thomas More, 1989)[42]
- Ouvertures sur l'islam (Paris, Grancher, 1992)[43]
- Penser l'islam aujourd'hui (Alger, Laphomic ENAL, 1993)[44]
- Rethinking Islam : Common questions, Uncommon answers (Boulder, Westvew Press, 1994)
- The Unthought in Contemporary Islamic Thought (Londres, Saqi Books, 2002)
- Mohammed Arkoun et Joseph Maïla, De Manhattan à Bagdad. Au-delà du bien et du mal (Paris, Desclée de Brouwer, 2003)
- Humanisme et Islam : Combats et propositions (Paris, Vrin, 2005)[45] (ISBN 2-7116-1731-9 et 978-2-7116-1731-9)
- Islam: To Reform or to Subvert ? (Londres, Saqi Books, 2006)
- ABC de l'islam (Paris, Grancher, 2007)
- La question éthique et juridique dans la pensée islamique (Paris, Vrin, 2010)
- La Construction humaine de l'islam. Entretien avec Rachid Benzine et Jean-Louis Schlegel ; préf. Edgar Morin. (Paris, Albin Michel, 2012)[46]  (ISBN 9782226209009 et 222620900X), (OCLC 787877527)
- Quand l’islam s’éveillera (Paris, Albin Michel, 2018)[47]

### Ouvrages collectifs
- Pèlerinage à La Mecque (En collaboration avec Azzedine Guellouz et Abdelaziz Frikha), Paris, Bibliothèque des Arts, 1977
- L'étrange et le merveilleux dans l'Islam médiéval (En collaboration avec Jacques Le Goff, Maxime Rodinson et Tawfiq Fahd), Paris, Editions J.A., 1978
- La Liberté religieuse dans le Judaïsme, le Christianisme et l'Islam (Colloque international à l'abbaye de Sénanque. Préface de Claude Geffré), Paris, Éditions du Cerf, 1981
- L'Islam hier, demain, avec Louis Gardet (Paris, Buchet/Chastel , 1982)[48]
- Aspects de la foi de l’Islam (Sous la direction de Jacques Berque), Bruxelles, Publication des universitaires Saint-Louis, 1985
- Le Coran, Paris, Flammarion, 1993
- Connaissance de l'islam, Paris, Syros, 1993
- Monothéismes et modernités (Colloque international à Tunis), Tunis, Friedrich Naumann Foundation, 1996
- Les cultures du Maghreb (Sous la direction de Maria-Angels Roque), Paris, Editions L'Harmattan, 1996
- Islam and Modernity : Muslim Intellectuels Respond (Sous la direction de John Cooper, Ronald L. Nettler et Mohamed Mahmoud), Londres, 1998
- Christianisme, judaïsme et islam : Fidélité et ouverture (Sous la direction de Mgr Joseph Doré), Paris, Éditions du Cerf, 1999
- Judaïsme et Islam : Dans le face-à-face avec le protestantisme, Paris, Labor & Fides, 1999
- Histoire de l'Islam et des musulmans en France du Moyen Âge à nos jours (Sous la direction de Jacques Le Goff), Paris, Éditions Albin Michel, 2006
- L’état social de la France (sous la direction de Jean-François Chantaraud), Paris, la Documentation française, 2004-2010

(Voir liste complète des œuvres et des publications de Mohammed Arkoun),